# Кулик Олександр Павлович (письменник)
Олекса́ндр Па́влович Кули́к (*4 червня 1952 р. в с. Хрестівка Чаплинського району Херсонської області — †17 вересня 2010) — український письменник, публіцист. Був членом Національної спілки письменників України з 1987 року, заслужений журналіст Автономної Республіки Крим з 2002 року.

## Життєпис
Походженням — з сім'ї сільського вчителя. Батько Кулик Павло Андрійович — вчитель Хрестівської середньої школи, мати — Кулик Катерина Марківна — вихователь Хрестівського дитячого садка.
У 1970 році закінчив Хрестівську школу і вступив до Сімферопольського державного університету, на історичний факультет який закінчив 1973 року.
Здобувши вищу освіту Олександр Павлович працював вихователем професійно-технічного училища, служив в армії. Після демобілізації повернувся до Криму. Працював заступником головного редактора видавництва «Таврія». Виступав засновником і головним редактором всеукраїнської громадсько-політичної та літературної газети «Кримська світлиця». Брав активну участь у громадській роботі — був головою Всекримського Товариства «Просвіта» імені Т. Г. Шевченка, у козацьких організаціях.
Одночасно працював власним кореспондентом газети Кабінету Міністрів України «Урядовий кур'єр» по Автономній республіці Крим.

## Творчий доробок
- У 1983 році з'явилася перша збірка О. Кулика «Залітки» (у видавництві «Таврія»), до якої увійшли три повісті — "Лютневі «вікна», «Біля моря», «Марафон», низка оповідань та новел.
- У 2002 році з'являється збірка «Міраж».